# 徳川誠家
徳川誠家（とくがわまことけ）は、徳川慶喜公爵家の分家にあたる華族の男爵家。徳川慶喜の九男徳川誠を家祖とする。

## 歴史
徳川誠は旧江戸幕府の15代将軍だった華族の徳川慶喜の九男として明治20年に生まれた。
当時慶喜は徳川宗家16代当主徳川家達公爵の戸籍に入っていた静岡県在住の無爵華族だったので、誠も生誕時には徳川宗家の戸籍にあった。しかし明治35年に至って父慶喜は、徳川宗家から分家して徳川慶喜家を起こし、その戸主となるとともに、宗家と別に公爵位を与えられたため、誠も慶喜家の戸籍に移った。
慶喜家の公爵位は慶喜の七男慶久が継ぎ、弟の誠ははじめ山本重礼の養子に入ってアメリカに留学したが、帰国後の明治45年に山本家と離縁したのを経て、大正2年に至って慶喜家から分家し、同年11月5日に父慶喜の勲功により華族の男爵位を許された。
誠は横浜正金銀行のアメリカやフランス支店に勤務したのを経て、城東電気軌道重役、浅野セメントの監査役などを歴任。また貴族院の男爵議員も務めた。誠夫人の霽子は名和長憲男爵の長女。
徳川誠男爵家の昭和前期の住居は東京市豊島区高田本町にあった。
大正時代の徳川誠男爵家の邸宅
- 大正時代に東京府豊多摩郡代々幡村大字代々木字初台にあった徳川誠男爵邸の外観。設計施工あめりか屋[5]。
- 庭側からの外観。
- 邸内の一室